# 有明産業
有明産業株式会社（ありあけさんぎょう）は、京都府京都市伏見区に本社を置く洋樽のメーカーである。日本唯一の独立系の洋樽メーカーである。

## 沿革
有明産業は、小田原俊雄が1963年に京都府宇治市にて小田原商店の名で創業したのが始まりである。社名が有明産業となったのは1973年であり、鹿児島県阿久根市出身の俊雄が有明海にちなんで名付けたものである。創業当初は伏見の酒蔵向けに一升瓶運送用の木箱を製造・販売しており、1965年からは灘の酒蔵向けにも業務を拡大した。また、併せて現場労働や倉庫管理、運送等の物流関連業務を請け負うようになっていった。最盛期には年商23億円、社員250人（アルバイトを含めると1000人）、営業所8ヶ所を数えるまでの事業に成長したが、1978年頃からはプラスチック製の箱の登場に伴って木箱の需要が減少しはじめた。
経営が危ぶまれるなか、宝酒造から焼酎の熟成に使う樽の製造依頼を受けたことをきっかけに、1984年に宮崎県児湯郡都農町に樽製造工場を建設して、洋樽製造業に参入した。建設地を都農町としたのは、宮崎県高鍋町に宝酒造高鍋工場があり、輸送コストやメンテナンス対応を考慮してのことであった。もっとも、日本国内の樽メーカーとしては最後発であったため、業界シェアは長らく1割程度であった。1994年には俊雄の長男にあたる小田原勝己が2代目の代表取締役に、1996年には勝己の死去に伴って、俊雄の次男にあたる小田原俊秀が代表取締役に就任した。ワイン樽の需要増加に伴い1995年にはフランスのセガン・モロー（Seguin Moreau）社の輸入代理店となり、1998年にはブランデー樽とシェリー樽の取り扱いを開始している。
2014年には俊雄の孫にあたる小田原伸行が代表取締役に就任した。伸行は2001年に大阪産業大学を卒業後、千葉県のフォークリフト会社で営業に従事していたが、就職から3年後の2004年に父・俊秀から会社の経営が苦しいこと、家業に戻ることは考えず今の就職先に骨を埋めたほうがよいと告げられた。酒造業界は季節によって仕事量の変動が大きいため有明産業のような請負事業者が活用されていたところ、2004年の労働者派遣法改正の影響によって安価な派遣労働者との価格競争を余儀なくされるようになっていたのである。「営業を経験した自分なら、この状況を打破できるしれない」と考えた伸行は、2004年に有明産業に入社する。しかし2008年の売上高は2億円にまで減少、2009年にはリーマンショックの影響で請負事業の収入が途絶えて年商は2億円を割り込み、重役をはじめ社員の離職が相次ぐなか、伸行は専務取締役に就任した。当初は売上高1億円ほどで利益率も高くない樽事業を廃業する予定であったが、会社の立て直しに取り組むなかで運送や労働者派遣業には自社固有の強みを見いだせず、競合が少なくノウハウの蓄積もある樽事業を会社の軸にしていくようになった。また、この頃には国内に3社あった競合のうち2社は過剰な価格競争による採算割れで樽事業から撤退しており、残る1社も職人の高齢化と後継者不足に悩まされていた。有明産業は樽を販売するだけではなく、積極的にメンテナンスの営業をかけたことで利益率が改善し、経営は安定してきた。
2012年頃からの世界的なウイスキーブームの影響で2014年にアメリカンオークの輸入が困難になったことをきっかけに、国産材を用いた樽を扱いはじめた。具体的には、酒に白檀や伽羅のような香りがつくミズナラをはじめとして、他に杉、檜、楓、栗、桜などである。これらの日本独自の木材を用いた樽は海外への輸出もされており、2025年時点では生産量のうちおよそ2割が海外向けである。
2025年には北海道旭川市で最大25億円を投じて樽と大麦麦芽の工場の新設を決定した。北海道近辺の顧客の輸送コスト低減のほか、北海道産のミズナラの活用を見込んでおり、旭川市の材木会社と連携する。2026年4–5月に着工し、27年中に操業開始の予定である。

## 事業内容
酒類の熟成に用いられる洋樽の製造・販売およびメンテナンス事業を行っている。2023年時点では洋樽の製造・販売を専業としている独立系の企業は日本国内で有明産業が唯一である。日本国内の大手ウイスキーメーカーは樽造りを内製化しているため主要な顧客は焼酎メーカーであり、2018年時点では樽全体の売上のおよそ7割を焼酎メーカー向けが占めている。なお、具体的な社名としては宝酒造、雲海酒造、三和酒造、黒木本店、濱田酒造等である。他にも自社で樽部門を持たない国内の中小ワイナリー、ウイスキーメーカーとも取引がある。樽の生産量は2017年時点で年間5,000本ほどであり、海外から輸入した中古樽の再生処理も行っている。
新規参入の蒸留酒メーカーに対して、樽のみならず麦芽や酵母などの原料、原酒、蒸留設備などの輸入・販売といった酒造プロセス全体をサポートする事業も手掛けており、2025年時点の売上は全体の2割に相当する規模になっている。

## 事業所
- 本社：京都府京都市伏見区東菱屋町428番地の2[1]
- 都農工場：宮崎県児湯郡都農町川北1948-2[1]

### 書籍・雑誌
- 『帝国データバンク会社年鑑. 西日本 2 (近畿・中国・四国・九州) 2025 [版] 105版』帝国データバンク、2024年。全国書誌番号:24041641。
- 『東商信用錄 : 近畿・北陸版. 下巻』東京商工リサーチ関西支社、2024年。ISBN 978-4-86591-898-4。
- 秋山知子「特集 再成長への転換点 有明産業」『日経トップリーダー = Nikkei top leader』第485号、日経BP、2025年、24-25頁、ISSN 2435-4198。
- 大西暢夫「技の手ざわり(23)お酒の美味しさを引き出す洋樽の物語 : 【洋樽製造】有明産業株式会社(宮崎県都農町)」『ガナバンス』第286号、ぎょうせい、2025年、121-124頁、ISSN 1346-4248。
- 加藤年男「経営者に聞く 有明産業株式会社 代表取締役 小田原伸行氏」『商工ジャーナル』第576号、商工中金経済研究所、2023年、21-23頁、国立国会図書館書誌ID:000000027271。
- 「[特集]インフレにどう対処する ②有明産業(株」『理念と経営 : 中小企業を活性化し、成功を探求する経営誌』第145号、コスモ教育出版、2018年、21-23頁、国立国会図書館書誌ID:000008603279。
- 「経営者に聞く 有明産業株式会社 代表取締役 小田原伸行氏」『調査月報』第288号、みやぎん経済研究所、2017年、23-29頁、国立国会図書館書誌ID:000000088160。

### 新聞
- 「旭川にウイスキー樽工場 有明産業、27年稼働へ モルトも生産」『日本経済新聞 地方経済面 北海道』日本経済新聞社（日本経済新聞）、2025年2月18日、1面。
- 菊地洋行「（リポートみやざき）国産材の洋樽、酒に和の趣 国内唯一の専業メーカー、都農で製品化／宮崎県」『朝日新聞 宮崎全県 朝刊』朝日新聞社（朝日新聞）、2019年2月11日、29面。
- 「[てげいいね！宮崎] うまい酒支える都農の樽 有明産業＝宮崎」『読売新聞 西部朝刊 宮崎』読売新聞東京本社（読売新聞）、2018年9月3日、27面。
- 「洋樽、焼酎の熟成で活躍――色・香り決める焼き加減（得ダネひとかじりご当地再発見）」『日本経済新聞 地方経済面 西部特集』日本経済新聞社（日本経済新聞）、2017年2月18日、34面。
- 「酒樽の有明産業、宮崎・都農町に工場進出。」『日本経済新聞』日本経済新聞社（日本経済新聞）、1984年8月14日、地方経済面 九州A。